# Scarabaeus andrewesi
Scarabaeus andrewesi là một loài bọ cánh cứng trong họ Bọ hung (Scarabaeidae).